# Robert Cialdini
Robert B. Cialdini (27 d'abril de 1945) és un psicòleg i escriptor estatunidenc, i professor emèrit de la Universitat Estatal d'Arizona. Va estudiar a la Universitat de Colúmbia i va doctorar per la Universitat de Carolina del Nord.
El seu llibre més conegut és Influence (1984) al qual analitza a partir d'una sèrie d'observacions participatives les tècniques utilitzades per la propaganda i per venedors per convèncer clients o donadors.